# Acridotheres cristatellus
Acridotheres cristatellus е вид птица от семейство Скорецови (Sturnidae). Видът е незастрашен от изчезване.

## Разпространение и местообитание
Разпространена е в Китай и Индокитай.

## Описание
На дължина достига до 26 cm